# Chris Knopf
Chris Knopf (Filadelfia, 12 febbraio 1951) è uno scrittore statunitense specializzato in narrativa poliziesca.

## Biografia
Nato nel 1951 a Filadelfia, vive e lavora tra Avon e Southampton.
Cresciuto tra gli Stati Uniti e Londra, ha lavorato come PR e copywriter per Mintz and Hoke e successivamente per la Union Carbide prima di diventare amministratore delegato di una compagnia assieme alla moglie Mary Farrell.
Ha esordito nella narrativa gialla nel 2005 con L'ultimo rifugio, primo capitolo della serie avente per protagonista Sam Acquillo, un ingegnere in pensione di mezz'età, giunta al 2018 all'ottava indagine.
Autore di altri otto romanzi, è stato insignito nel 2013 del Premio Nero Wolfe per Dead Anyway, prima parte del trittico nel quale il ricercatore Arthur Cathcart è costretto a reinventarsi una nuova identità.

## Opere principali

### Serie Sam Acquillo
- L'ultimo rifugio (The Last Refuge, 2005), Cava de' Tirreni, Marlin, 2008 traduzione di Rosaria Fiore ISBN 978-88-6043-049-6.
- Doppio gioco a Long Island (Two Time, 2005), Cava de' Tirreni, Marlin, 2007 traduzione di Rosaria Fiore ISBN 978-88-6043-026-7.
- Head Wounds (2008)
- Hardstop (2009)
- Black Swan (2011)
- Cop Job (2015)
- Back Lash (2016)
- Tango Down (2017)

### Serie Jackie Swaitkowski
- Short Squeeze (2010)
- Bad Bird (2011)
- Ice Cap (2012)

### Serie Arthur Cathcart
- Dead Anyway (2012)
- Cries of the Lost (2013)
- A Billion Ways to Die (2014)

### Altri romanzi
- Elysiana (2010)
- You're Dead (2018)

## Riconoscimenti
- Premio Nero Wolfe: 2013 per Dead Anyway